# Primer ministro de Singapur
El primer ministro de Singapur es quien ostenta el cargo de jefe de Gobierno de Singapur. Actualmente, el primer ministro es Lawrence Wong.

## Historia
Después de la Segunda Guerra Mundial, ante el creciente sentimiento anticolonial en la Colonia de Singapur, los británicos aplicaron un plan progresivo de autogobierno que se inició en 1955 con la creación de una Asamblea Legislativa de 32 miembros, 25 de ellos elegidos por sufragio. En esta reforma se creó el cargo de ministro jefe de Singapur y como jefe de Estado se mantuvo a la reina Isabel II.
En mayo de 1959 se celebran unas elecciones para la asamblea legislativa. El Partido de Acción Popular (PAP) arrasó en las elecciones consiguiendo cuarenta y tres de los cincuenta y un escaños. Su éxito se basó en ganarse la aceptación de la población de habla china, sobre todo de los sindicatos y de las organizaciones estudiantiles radicales. Su líder, Lee Kuan Yew, un abogado que estudió en la Universidad de Cambridge, se convirtió en el primer ministro de Singapur en 1959. 
A pesar del éxito logrado en el anterior gobierno, los dirigentes del PAP pensaban que el futuro de Singapur pasaba por una unión con Malasia. El referéndum sobre el estatus político de Singapur de 1962, finalizó con el 70% de los votantes a favor de la unión. La federación malaya permitía mantener el cargo de primer ministro y jefe de Estado de cada territorio, así Lee Kuan Yew se mantuvo como jefe del gobierno.
Sin embargo la unión no benefició a Singapur que se vio envuelta en conflictos raciales entre la población malaya y los inmigrantes chinos, la insurgencia comunista y la tensión militar entre Indonesia y Malasia. El 9 de agosto de 1965 la expulsión de Singapur se somete a votación en el Parlamento de Malasia, finalizando con un aplastante 126-0 a favor. Ese mismo día, Lee Kuan Yew anunció en una conferencia de prensa televisada que Singapur era una nación soberana e independiente.
Singapur se configuró como una república parlamentaria, así Yusof Ishak fue elegido primer presidente y Lee mantuvo el cargo de primer ministro hasta su retirada en 1990.

## Poderes
El presidente de la República nombra al Primer ministro, generalmente se nombra al líder del partido vencedor en las elecciones y que ha obtenido la confianza de la cámara. El primer ministro ejerce durante cinco años pudiendo ser reelegido indefinidamente.
Singapur es una república parlamentaria, y aunque la constitución inviste al presidente con el poder ejecutivo, su poder es ceremonial. El primer ministro acapara los poderes ejecutivos, según la constitución, la dirección general y control del gobierno.

## Ministros jefes de la colonia de Singapur (1955-1959)
| Espectro político                               |
| ----------------------------------------------- |
| Frente Laborista Alianza del Pueblo de Singapur |

| Ministro Jefe | Ministro Jefe | Ministro Jefe                   | Inicio             | Fin                | Partido                                                    | Elecciones | Monarca (periodo)     |
| ------------- | ------------- | ------------------------------- | ------------------ | ------------------ | ---------------------------------------------------------- | ---------- | --------------------- |
|               |               | David Saul Marshall (1908-1995) | 6 de abril de 1955 | 7 de junio de 1956 | Frente Laborista                                           | 1955       | Isabel II (1955-1963) |
|               |               | Lim Yew Hock (1914-1984)        | 8 de junio de 1956 | 3 de junio de 1959 | Frente LaboristaAlianza del Pueblo de Singapur(desde 1958) | -          | Isabel II (1955-1963) |

## Lista de primeros ministros de Singapur (1959- )
| Espectro político         |
| ------------------------- |
| Partido de Acción Popular |

### Colonia de Singapur (1959-1963)
| Primer ministro | Primer ministro | Primer ministro          | Inicio             | Fin                      | Partido                   | Elecciones | Monarca (periodo)     |
| --------------- | --------------- | ------------------------ | ------------------ | ------------------------ | ------------------------- | ---------- | --------------------- |
|                 |                 | Lee Kuan Yew (1923-2015) | 3 de junio de 1959 | 16 de septiembre de 1963 | Partido de Acción Popular | 1959       | Isabel II (1959-1963) |

### Singapur dentro de la Federación Malaya (1963-1965)
| Primer ministro | Primer ministro | Primer ministro          | Inicio                   | Fin                 | Partido                   | Elecciones | Gobernante de Singapur (periodo) | Gobernante Supremo de Malasia (periodo)     |
| --------------- | --------------- | ------------------------ | ------------------------ | ------------------- | ------------------------- | ---------- | -------------------------------- | ------------------------------------------- |
|                 |                 | Lee Kuan Yew (1923-2015) | 16 de septiembre de 1963 | 9 de agosto de 1965 | Partido de Acción Popular | 1963       | Yusof Ishak (1963-1965)          | Ismail Nasiruddin of Terengganu (1963-1965) |

### República de Singapur (1965-)
| Primer ministro | Primer ministro                 | Primer ministro          | Inicio                  | Fin                     | Partido                   | Parlamento Elecciones                                               | Presidente (periodo) | Presidente (periodo)    |
| --------------- | ------------------------------- | ------------------------ | ----------------------- | ----------------------- | ------------------------- | ------------------------------------------------------------------- | -------------------- | ----------------------- |
|                 |                                 | Lee Kuan Yew (1923-2015) | 9 de agosto de 1965     | 28 de noviembre de 1990 | Partido de Acción Popular | 1.º (-)2.º (1968)3.º (1972)4.º (1976)5.º (1980)6.º (1984)7.º (1988) |                      | Yusof Ishak (1965-1970) |
|                 | Benjamin Sheares (1971-1981)    | Lee Kuan Yew (1923-2015) | 9 de agosto de 1965     | 28 de noviembre de 1990 | Partido de Acción Popular | 1.º (-)2.º (1968)3.º (1972)4.º (1976)5.º (1980)6.º (1984)7.º (1988) |                      |                         |
|                 | Devan Nair (1981-1985)          | Lee Kuan Yew (1923-2015) | 9 de agosto de 1965     | 28 de noviembre de 1990 | Partido de Acción Popular | 1.º (-)2.º (1968)3.º (1972)4.º (1976)5.º (1980)6.º (1984)7.º (1988) |                      |                         |
|                 | Wee Kim Wee (1985-1993)         | Lee Kuan Yew (1923-2015) | 9 de agosto de 1965     | 28 de noviembre de 1990 | Partido de Acción Popular | 1.º (-)2.º (1968)3.º (1972)4.º (1976)5.º (1980)6.º (1984)7.º (1988) |                      |                         |
|                 |                                 | Goh Chok Tong (1941-)    | 28 de noviembre de 1990 | 12 de agosto de 2004    | Partido de Acción Popular | 7.º (-)8.º (1991)9.º (1997)10.º (2001)                              |                      |                         |
|                 | Ong Teng Cheong (1993-1999)     | Goh Chok Tong (1941-)    | 28 de noviembre de 1990 | 12 de agosto de 2004    | Partido de Acción Popular | 7.º (-)8.º (1991)9.º (1997)10.º (2001)                              |                      |                         |
|                 | Sellapan Ramanathan (1999-2011) | Goh Chok Tong (1941-)    | 28 de noviembre de 1990 | 12 de agosto de 2004    | Partido de Acción Popular | 7.º (-)8.º (1991)9.º (1997)10.º (2001)                              |                      |                         |
|                 |                                 | Lee Hsien Loong (1952-)  | 12 de agosto de 2004    | 15 de mayo de 2024      | Partido de Acción Popular | 10.º (-)11.º (2006)12.º (2011)13.º (2015)                           |                      |                         |
|                 | Tony Tan Keng Yam (2011-2017)   | Lee Hsien Loong (1952-)  | 12 de agosto de 2004    | 15 de mayo de 2024      | Partido de Acción Popular | 10.º (-)11.º (2006)12.º (2011)13.º (2015)                           |                      |                         |
|                 | Halimah Yacob (2017-2023)       | Lee Hsien Loong (1952-)  | 12 de agosto de 2004    | 15 de mayo de 2024      | Partido de Acción Popular | 10.º (-)11.º (2006)12.º (2011)13.º (2015)                           |                      |                         |
| 14°(2020)       |                                 | Lee Hsien Loong (1952-)  | 12 de agosto de 2004    | 15 de mayo de 2024      | Partido de Acción Popular | Tharman Shanmugaratnam (2023-)                                      |                      |                         |
|                 |                                 | Lawrence Wong (1972-)    | 15 de mayo de 2024      | Presente                | Partido de Acción Popular | Tharman Shanmugaratnam (2023-)                                      | 14° (-)              |                         |

- Datos: Q866756
- Multimedia: Prime ministers of Singapore / Q866756